# Франческо III да Карара
Франческо III да Карара (на италиански: Francesco III da Carrara; * 28 юни 1377, Падуа; † 19 януари 1406, Венеция) от фамилията Да Карара, е италиански кондотиер, господар (signore di Padova) на Падуа.

## Произход
Той е най-възрастният син на Франческо II да Карара (1359 – 1406) и на Тадея д’Есте (1365 – 1404), дъщеря на Николо II д’Есте, маркиз на Модена, и съпругата му Верде дела Скала. Сестра му Джильола да Карара (1382 – 1416), се омъжва през юни 1397 г. за Николо III д’Есте, маркграф на Ферара, Модена и Реджо нел'Емилия.

## Брак и потомство
Франческо III се жени през 1397 г. за Алда Гонзага от Мантуа (1391 – 1405), дъщеря на Франческо I Гонзага, сеньор на Мантуа, и на първата му съпруга Аниезе Висконти. Бракът е бездетен.
Франческо има извънбрачните деца:
- Силвио
- Сервио
- Джоната
- Пиетро
- Конте